# Bezirk Sēja
Der Bezirk Sēja (Sējas novads) war ein Bezirk im südwestlichen Livland in Lettland nordöstlich der Hauptstadt Riga, der von 2006 bis 2021 existierte. Bei der Verwaltungsreform 2021 wurde der Bezirk aufgelöst, sein Gebiet gehört seitdem zum neuen Bezirk Saulkrasti.

## Geographie
Gauja und Ķīšupe durchfließen das Gebiet. Ein 2133 Hektar großes Sumpfgebiet steht unter Naturschutz.

## Geschichte
Hier lag die livische Siedlung Ennistele, die in den Kreuzzügen des 13. Jahrhunderts eine Rolle spielte. Das spätere Rittergut fiel 1577 an die Familie Seyge (in manchen Urkunden auch „Zöge“ geschrieben). Davon leiten sich sowohl der bis 1920 übliche deutsche Name „Zögenhof“ ab als auch der heutige Name „Sēja“. Von 1577 bis 1724 war das Gut Zögenhof – mit Unterbrechungen – im Besitz der Familie Zoege von Manteuffel, von 1751 bis 1920 im Besitz der Grafen von Dunten.
Im Jahr 2006 wurde die Gemeinde Sēja ohne Veränderung ihrer Grenzen in einen Bezirk (novads) umgewandelt, der bis 2021 existierte.

## Bevölkerung
Im Bezirk lagen die drei Ortschaften Pabaži, Murjāņi und das Verwaltungszentrum Loja. 2496 Einwohner lebten 2010 im Bezirk Sēja, 2020 waren es nur noch 2156.

## Nachweise
1. ↑  Vides aizsardzības un reģionālās attīstības ministrija (Ministerium für Naturschutz und Regionalentwicklung), Karten und Auflistung der Verwaltungseinheiten, abgerufen am 25. Juli 2021
2. 1 2  Hans Feldmann, Heinz von zur Mühlen (Hrsg.): Lettland (Südlivland und Kurland) (= Baltisches historisches Ortslexikon. Band 2). Böhlau Verlag, Köln / Wien 1990, ISBN 3-412-06889-6, S. 732.
3. ↑  Bevölkerung der Regionen, Städte und Bezirke Centrālā statistikas pārvalde (Statistisches Amt der Republik Lettland), abgerufen am 12. April 2021.